# جونغ جي هاي
جونغ جي هاي مواليد 6 مارس 1985 في سول، هي لاعبة كرة يد كورية جنوبية تلعب كوسط مدافع. مثلت منتخب كوريا الجنوبية لكرة اليد للسيدات. شاركت في دورة الألعاب الأولمبية الصيفية سنة 2012.

## سجل المنافسة
شاركت في البطولات التالية:
- الألعاب الأولمبية الصيفية 2012
- بطولة العالم لكرة اليد للسيدات 2011
- بطولة العالم لكرة اليد للسيدات 2013
- بطولة العالم لكرة اليد للسيدات 2015

## روابط خارجية
- جونغ جي هاي على موقع أوليمبيديا (الإنجليزية)